# Lívia Libičová
Lívia Libičová (Zlaté Moravce, 4 maggio 1977) è un'ex cestista slovacca.

## Carriera
Con la Slovacchia ha disputato i Giochi olimpici di Sydney 2000 e i Campionati europei del 2001.